# Екимовское (Вологодская область)
Екимовское — деревня в Шекснинском районе Вологодской области.
Входит в состав сельского поселения Никольского, с точки зрения административно-территориального деления — в Никольский сельсовет.
Расстояние по автодороге до районного центра Шексны — 4 км, до центра муниципального образования Прогресса — 3 км. Ближайшие населённые пункты — Дриблево, Чагино, Братовец.
По переписи 2002 года население — 15 человек.